# Verso Occidente l'impero dirige il suo corso
Verso Occidente l'Impero dirige il suo corso è un racconto lungo di David Foster Wallace, pubblicato originalmente nel 1989 all'interno della versione americana della raccolta di racconti La ragazza dai capelli strani.

## Trama
Un variegato gruppo di sei persone, composto da due studenti di un corso post laurea di scrittura creativa, un ex-attore di spot McDonald's, un hostess attempata, un magnate della pubblicità e suo figlio, si mettono in viaggio attraverso l'Illinois per raggiungere la Grande Riunione di quarantaquattromila ex attori di spot McDonald's.
Come spesso accade nei libri di Wallace la trama permette un'analisi lucida ed approfondita di una società consumistica che viene criticata soprattutto nella sua autoreferenzialità (la riunione ha lo scopo di girare un nuovo mega spot definitivo).
Il libro appare tanto più raffinato quanto più se ne possono comprendere i diversi livelli di lettura; difatti il testo fa riferimento nello svolgimento della trama a "La casa stregata" di John Barth che è considerato il testo di riferimento per la tecnica nota come metanarrazione (l'autore ferma la narrazione per svelare i trucchi letterari che ha adoperato per catturare il lettore e per fargli credere quello che voleva lui credesse); la metafiction, per la sua natura di considerare il libro come un prodotto che nasce solo da una perfetta applicazione della tecnica letteraria, viene fortemente criticata attraverso il ricorso che Wallace stesso ne fa nel corso della narrazione.

## Edizioni
- David Foster Wallace, Verso Occidente l'Impero dirige il suo corso, traduzione di Martina Testa, Minimum fax, 2001,  p. 217, ISBN 88-87765-34-0.